# Danh sách thành phố Mông Cổ
Đây là danh sách các thành phố tại Mông Cổ.
Bảng dưới đây bao gồm các đô thị có trên 7.500 cư dân, tên của chúng theo chuyển tự Latinh chính thức và bằng tiếng Mông Cổ theo dạng chữ cái Kirin. Các số liệu lấy từ cuộc điều tra vào ngày 5 tháng 1 năm 2000 cũng như ước tính dân số vào cuối năm 2008. Nếu số liệu năm 2008 không sử dụng được, số liệu gần nhất và đáng tin nhất được sử dụng và có ghi chú thích.
Dân số và ước tính tăng trưởng dân số cho các năm 1979 và 1989 được đưa vào để thể hiện ý nghĩa lịch sử của việc tăng trưởng dân số và đô thị hóa tại các thành phố Mông Cổ so với toàn quốc.
Tăng trưởng dân số trong giai đoạn 1979 - 2008:
- Ô màu hồng cam cho biết rằng dân số giảm hay tăng trưởng thấp (<1%).
- Ô màu lục nhạt thể hiện tăng trưởng dân số từ 1-2%.
- Ô màu lục đậm thể hiện tăng trưởng dân số lớn hơn hoặc bằng 2%.

Đơn vị hành chính cao hơn là các tỉnh, ngoại trừ Ulaanbaatar tự mình trực thuộc trung ương (hai khu vực (Nalaikh và Baganuur nằm dưới sự quản lý hành chính của Ulaanbaatar). Số cư dân chỉ tính riêng các thành phố và không bao gồm các khu vực xung quanh.
| Hạng | Tên Latinh hóa | Tên Mông Cổ | Cư dân (ước tính 1979.) | Cư dân (ước tính 1989.) | Cư dân (điều tra 2000) | Cư dân (ước tính 2008) | Biến đổi từ năm 1979 | Tỉ lệ tăng trưởng | Trực thuộc   |
| ---- | -------------- | ----------- | ----------------------- | ----------------------- | ---------------------- | ---------------------- | -------------------- | ----------------- | ------------ |
| 1.   | Ulaanbaatar *  | Улаанбаатар | 396.300                 | 540.600                 | 711.900                | 1.008.738              | 612.438              | +5,2%             | Ulaanbaatar  |
| 2.   | Erdenet        | Эрдэнэт     | 29.100                  | -                       | 68.310                 | 86.866                 | 57.766               | +6,6%             | Orkhon       |
| 3.   | Darkhan        | Дархан      | 49.100                  | -                       | 65.791                 | 74.300                 | 25,200               | +1,7%             | Darkhan-Uul  |
| 4.   | Choibalsan     | Чойбалсан   | 28.500                  | 37.300                  | 40.123                 | 38.150                 | 9.650                | +1,1%             | Dornod       |
| 5.   | Mörön          | Мөрөн       | 16.500                  | 21.300                  | 28.903                 | 36,082                 | 19.582               | +4,0%             | Khövsgöl     |
| 6.   | Nalaikh        | Налайх      | -                       | -                       | 23.600                 | 29.115                 | 5.515                | +3,0%             | Ulan Bator   |
| 7.   | Khovd          | Ховд        | 17.500                  | 24.100                  | 25.765                 | 28.601                 | 11.101               | +2,1%             | Khovd        |
| 8.   | Ölgii          | Өлгий       | 18.700                  | 27.200                  | 25.791                 | 27.855                 | 9.155                | +1,6%             | Bayan-Ölgii  |
| 9.   | Bayankhongor   | Баянхонгор  | 16.300                  | 21.200                  | 22.066                 | 26.252                 | 9.952                | +2,0%             | Bayankhongor |
| 10.  | Baganuur       | Багануур    | -                       | -                       | 21.100                 | 25.877                 | 4.777                | +1,8%             | Ulan Bator   |
| 11.  | Arvaikheer     | Арвайхээр   | 12.300                  | 16.900                  | 19.058                 | 25.622                 | 13.322               | +3,6%             | Övörkhangai  |
| 12.  | Ulaangom       | Улаангом    | 17.900                  | 22.900                  | 25.993                 | 21.406                 | 3.506                | +0,67%            | Uvs          |
| 13.  | Sükhbaatar     | Сүхбаатар   | 14.300                  | 19.600                  | 22.374                 | 19.626                 | 5.326                | +1,2%             | Selenge      |
| 14.  | Sainshand      | Сайншанд    | 11.100                  | 10.300                  | 18.290                 | 25.210                 | 14.110               | +4,2%             | Dornogovi    |
| 15.  | Dalanzadgad    | Даланзадгад | 10.000                  | 14.300                  | 14.050                 | 16.856                 | 6.856                | +2,3%             | Ömnögovi     |
| 16.  | Tsetserleg     | Цэцэрлэг    | 14.700                  | 20.300                  | 18.519                 | 16,300                 | 1.600                | +0.37%            | Arkhangai    |
| 17.  | Uliastai       | Улиастай    | 15.400                  | 20.300                  | 18.154                 | 16.240                 | 840                  | +0,17%            | Zavkhan      |
| 18.  | Altai          | Алтай       | 13.700                  | 18.800                  | 15.741                 | 15.800                 | 2.100                | +0,5%             | Govi-Altai   |
| 19.  | Züünkharaa     | Зүүнхараа   | 11.400                  | -                       | 15.000(2004)           | -                      | 3.600                | +1,1%             | Selenge      |
| 20.  | Öndörkhaan     | Өндөрхаан   | 11.100                  | 14.400                  | 18.003                 | 14.800                 | 3.700                | +1,1%             | Khentii      |
| 21.  | Zuunmod        | Зуунмод     | 9.800                   | 15.800                  | 14.837                 | 14.568                 | 4.768                | +1,6%             | Töv          |
| 22.  | Baruun-Urt     | Баруун-Урт  | 11.600                  | 16.100                  | 15.133                 | 12.994                 | 1.394                | +0,4%             | Sükhbaatar   |
| 23.  | Zamyn-Üüd      | Замын-Үүд   | -                       | -                       | 5.486                  | 11.527                 | 6.041                | +13,8%            | Dornogovi    |
| 24.  | Bulgan         | Булган      | 11.300                  | 12.800                  | 12.681                 | 11.198                 | -102                 | -0,03%            | Bulgan       |
| 25.  | Mandalgovi     | Мандалговь  | 10.200                  | 16.100                  | 14.517                 | 10.299                 | 99                   | +0,03%            | Dundgovi     |
| 26.  | Kharkhorin     | Хархорин    | -                       | -                       | 8.977(2003)            | -                      | -                    | n/a%              | Övörkhangai  |
| 27.  | Bor-Öndör      | Бор-Өндөр   | -                       | -                       | 6.406(2001)            | 8.902                  | 2.496                | +3,5%             | Khentii      |
| 28.  | Choir          | Чойр        | 4,500                   | -                       | 8.983                  | 7.998                  | 3.498                | +2,6%             | Govisümber   |
| 29.  | Sharyngol      | Шарынгол    | -                       | -                       | 8.902                  | 7.798                  | -1.104               | -2,8%             | Darkhan-Uul  |
|      | Mông Cổ        | Монгол улс  | 1.538.980               | 1.987.274               | 2.365.269              | 2.635.000              | 1.096.600            | +2,38%            |              |

* - Bản thân thành phố, Nalaikh, Baganuur, Bagakhangai không được tính, chúng có mục riêng trong bảng biểu.